# Klaseman (Gatak)
Klaseman is een bestuurslaag in het regentschap Sukoharjo van de provincie Midden-Java, Indonesië. Klaseman telt 1736 inwoners (volkstelling 2010).